# Godasa
Godasa là một chi bướm đêm thuộc họ Noctuidae.

## Các loài
- Godasa maculatrix Walker, [1865]